# Kageronia fuscogrisea
Kageronia fuscogrisea är en dagsländeart som först beskrevs av Anders Jahan Retzius 1783.  Kageronia fuscogrisea ingår i släktet Kageronia, och familjen forsdagsländor. Arten är reproducerande i Sverige.